# Charlie David
Charlie David, né le 9 août 1980 à Regina dans la Saskatchewan, est un acteur canadien. Il est principalement connu pour avoir tenu le rôle de Toby dans la série télévisée Dante's Cove.

## Filmographie
- 2005–2007 : Dante's Cove : Toby (13 épisodes)
- 2008: Mulligans